# Thea Hochleitner
Dorothea »Thea« Hochleitner-Seer, avstrijska alpska smučarka, * 10. julij 1925, Bad Gastein, † 11. maj 2012, Kufstein.
Svoj največji uspeh kariere je dosegla na Olimpijskih igrah 1956, ko je osvojila bronasto medaljo v veleslalomu, tekma je štela tudi za svetovno prvenstvo, ob tem je bila še sedma v smuku in dvanajsta v slalomu ter četrta v neolimpijski kombinaciji. Nastopila je tudi na Svetovnem prvenstvu 1958, kjer je bila deveta v veleslalomu in dvajseta v smuku. Šestkrat je postala avstrijska državna prvakinja v alpskem smučanju, po dvakrat v slalomu, veleslalomu in kombinaciji.